# Lättvikt i boxning vid olympiska sommarspelen 2000
Resultat från boxning vid olympiska sommarspelen 2000 och herrarnas lättvikt. De 28 boxarna vägde under 60 kg. Tävlingarna arrangerades i Sydney Convention and Exhibition Center, hallarna 3 och 4.

## Medaljörer
| Klass    | Guld                  | Silver                     | Brons                        |
| Lättvikt | Mario Kindelán · Kuba | Andreas Kotelnik · Ukraina | Cristián Bejarano · Mexiko   |
| Lättvikt | Mario Kindelán · Kuba | Andreas Kotelnik · Ukraina | Alexander Maletin · Ryssland |

## Första omgången
| Vinnare                         | Resultat | Förlorare                                 |
| ------------------------------- | -------- | ----------------------------------------- |
| Asghar Ali Shah, Pakistan       | -        | Stod över                                 |
| Tigkran Ouzlian, Grekland       | -        | Stod över                                 |
| Mario Kindelan, Kuba            | -        | Stod över                                 |
| Phongsit Wiangviset, Thailand   | -        | Stod över                                 |
| Alexandr Maletin, Ryssland      | 14-5     | Makhach Nuridinov, Azerbajdzjan           |
| Patrick Lopez, Venezuela        | 24-10    | Norman Schuster, Tyskland                 |
| David Jackson, USA              | 19-7     | Naoufel Ben Rabah, Tunisien               |
| Selim Palyani, Turkiet          | 14-5     | Abdel Jebahi, Frankrike                   |
| Michael Katsidis, Australien    | 15-6     | Agnaldo Nunes, Brasilien                  |
| Nurzhan Karimzhanov, Kazakstan  | 16-6     | Artur Gevorgyan, Armenien                 |
| Andriy Kotelnyk, Ukraina        | RSC-4    | Larry Semillano, Filippinerna             |
| Raymond Narh, Ghana             | RSC-2    | Victor Ramos, Individuella idrottsutövare |
| Gheorghe Lungu, Rumänien        | 15-3     | Adisu Tebebu, Etiopien                    |
| Cristián Bejarano, Mexiko       | 17-5     | Gilbert Khunwane, Botswana                |
| José Cruz Lasso, Colombia       | 10-9     | Giovanni Frontin, Mauritius               |
| Almazbek Raimkulov, Kirgizistan | 15-4     | Tumentsetseg Uitumen, Mongoliet           |

## Andra omgången
| Vinnare                         | Resultat | Förlorare                     |
| ------------------------------- | -------- | ----------------------------- |
| Tigkran Ouzlian, Grekland       | 17-15    | Asghar Ali Shah, Pakistan     |
| Mario Kindelan, Kuba            | 14-8     | Phongsit Wiangviset, Thailand |
| Alexandr Maletin, Ryssland      | RSC-3    | Patrick Lopez, Venezuela      |
| Selim Palyani, Turkiet          | WO       | David Jackson, USA            |
| Nurzhan Karimzhanov, Kazakstan  | 9-7      | Michael Katsidis, Australien  |
| Andriy Kotelnyk, Ukraina        | 17-11    | Raymond Narh, Ghana           |
| Cristián Bejarano, Mexiko       | 14-11    | Gheorghe Lungu, Rumänien      |
| Almazbek Raimkulov, Kirgizistan | 12-2     | José Cruz Lasso, Colombia     |

## Kvartsfinaler
| Boxare            | Land     | Resultat | Land      | Boxare              |
| ----------------- | -------- | -------- | --------- | ------------------- |
| Mario Kindelán    | Kuba     | RSC-4    | Grekland  | Tigran Ouzlian      |
| Alexandr Maletin  | Ryssland | RSC-4    | Turkiet   | Selim Palyani       |
| Andriy Kotelnyk   | Ukraina  | RSC-3    | Kazakstan | Nurzhan Karimzhanov |
| Cristián Bejarano | Mexiko   | 14-12    | Kiribati  | Almazbek Raimkulov  |

## Semifinaler
| Boxare          | Land    | Resultat | Land     | Boxare            |
| --------------- | ------- | -------- | -------- | ----------------- |
| Mario Kindelán  | Kuba    | 27-15    | Ryssland | Alexandr Maletin  |
| Andriy Kotelnyk | Ukraina | 22-14    | Mexiko   | Cristián Bejarano |

## Final
| Boxare         | Land | Resultat | Land    | Boxare          |
| -------------- | ---- | -------- | ------- | --------------- |
| Mario Kindelán | Kuba | 14-4     | Ukraina | Andriy Kotelnyk |